# Adan (namn)
Adan är ett könsneutralt förnamn. 161 män har namnet i Sverige och 81 kvinnor. Flest bärare av namnet finns i Stockholm, där 69 män och 26 kvinnor har namnet.